# Edgar Zambrano
Edgar José Zambrano Ramírez (Barquisimeto, Venezuela, 20 de julio de 1955) es un abogado y político venezolano que se desempeñó como diputado a la Asamblea Nacional por el Estado Lara. Desde el 5 de enero de 2019 hasta el 5 de enero de 2020, ejerció la primera vicepresidencia de la cámara legislativa. Fue Presidente de la Comisión Permanente de Defensa y Seguridad de esa instancia desde 2016 hasta 2018. Es vicepresidente del partido opositor Acción Democrática.

## Vida

### Inicios
Es hijo de José de los Santos Zambrano un conductor de autobús y de Lucila de Zambrano ecónomo y dirigente sindical oriunda del municipio Junín, tachirenses que emigraron en 1954 desde San Cristóbal hacia la ciudad de Barquisimeto. Zambrano es el mayor entre sus dos hermanas: María Elena y Eddy luz, sin embargo su padre tiene 5 hijos provenientes de otro matrimonio.
En 1977 contrajo matrimonio con Nubia Burgos con quien tuvo dos hijas: Sue y Soley, además trabajó en la Procter & Gamble por un espacio de veinte años donde fue dirigente del sindicato.
Se graduó de abogado en la Universidad Fermín Toro (junto a su hija), y comparte una vida marital con Sobella Mejías, exrectora y exvicepresidenta del Consejo Nacional Electoral.

### Estudios
Estudió primaria en la escuela Dr. Leonardo Ruiz Pineda, empezó bachillerato en el liceo Gonzalo Méndez, siguió en el Román Cárdenas pero terminó en el Liceo Pedro María Morantes, en el municipio Sucre del Estado Zulia donde fue presidente del Centro de Estudiantes.

## Carrera política

### Diputado
Fue elegido diputado a la Asamblea Nacional en las elecciones del 30 de julio de 2000 con el apoyo de Acción Democrática por el estado Lara. En las elecciones de 2005 no se reelige al igual que el resto de partidos opositores que manifestaban su desconfianza al Consejo Nacional Electoral.
En las elecciones legislativas de 2010, Zambrano va por un segundo período y es elegido con 85.808 votos (22,48%) junto a Eduardo Gómez Sigala. El 22 de enero de 2014 es elegido como Jefe de la Bancada de Acción Democrática y, por consecuente, de la Mesa de la Unidad Democrática.
En las elecciones del 6 de diciembre de 2015 logra la reelección con el apoyo de la MUD por Lara obteniendo 504.122 votos (54,67%). El 4 de julio de 2018 Acción Democrática se retira de la MUD y Zambrano es ratificado como Jefe de la Bancada de AD. El 5 de enero de 2016 asume su tercer período como diputado a la Asamblea Nacional y es designado como presidente de la Comisión Permanente de Defensa y Seguridad del órgano legislativo, siendo ratificado el 5 de enero del 2017 y el 5 de enero de 2018.
En diciembre de 2018 es designado como primer vicepresidente de la Asamblea Nacional, cargo que ejerce efectivamente desde el 5 de enero de 2019 tomando posesión ante los diputados del parlamento junto al presidente y segundo vicepresidente, Juan Guaidó y Stalin González respectivamente.

### Detención
El 8 de mayo de 2019, fue detenido por agentes del Servicio Bolivariano de Inteligencia Nacional (SEBIN) ya que de acuerdo a la Fiscalía venezolana, se le acusó de haber cometido siete delitos, entre los que destacan la traición a la patria y la conspiración, en el marco del alzamiento militar que se llevó a cabo el 30 de abril de 2019, también llamado como "Operación Libertad", liderado por Juan Guaidó.
Zambrano fue excarcelado bajo libertad condicional en septiembre, después de cuatro meses de prisión. Según Juan Guaidó, la liberación de Zambrano es resultado de la presión popular y el reporte de los derechos humanos de las Naciones Unidas, no representa una "gentileza de la dictadura" de Maduro.